# Пресерје при Радомљах
Пресерје при Радомљах (словен. Preserje pri Radomljah) је насељено место у општини Домжале, Средњесловенска регија, Словенија.

## Историја
До територијалне реорганизације у Словенији било је у саставу старе општине Домжале.

## Становништво
У попису становништва из 2011. године, Пресерје код Радомљах је имало 1.531 становника.
| Број становника према пописима | Број становника према пописима | Број становника према пописима |
| ------------------------------ | ------------------------------ | ------------------------------ |
| 1991                           | 2002                           | 2011                           |
| 606                            | 1.306                          | 1.531                          |

Напомена: До 1953. исказивано под именом Пресерје.